# Liste von Käsesorten aus Polen

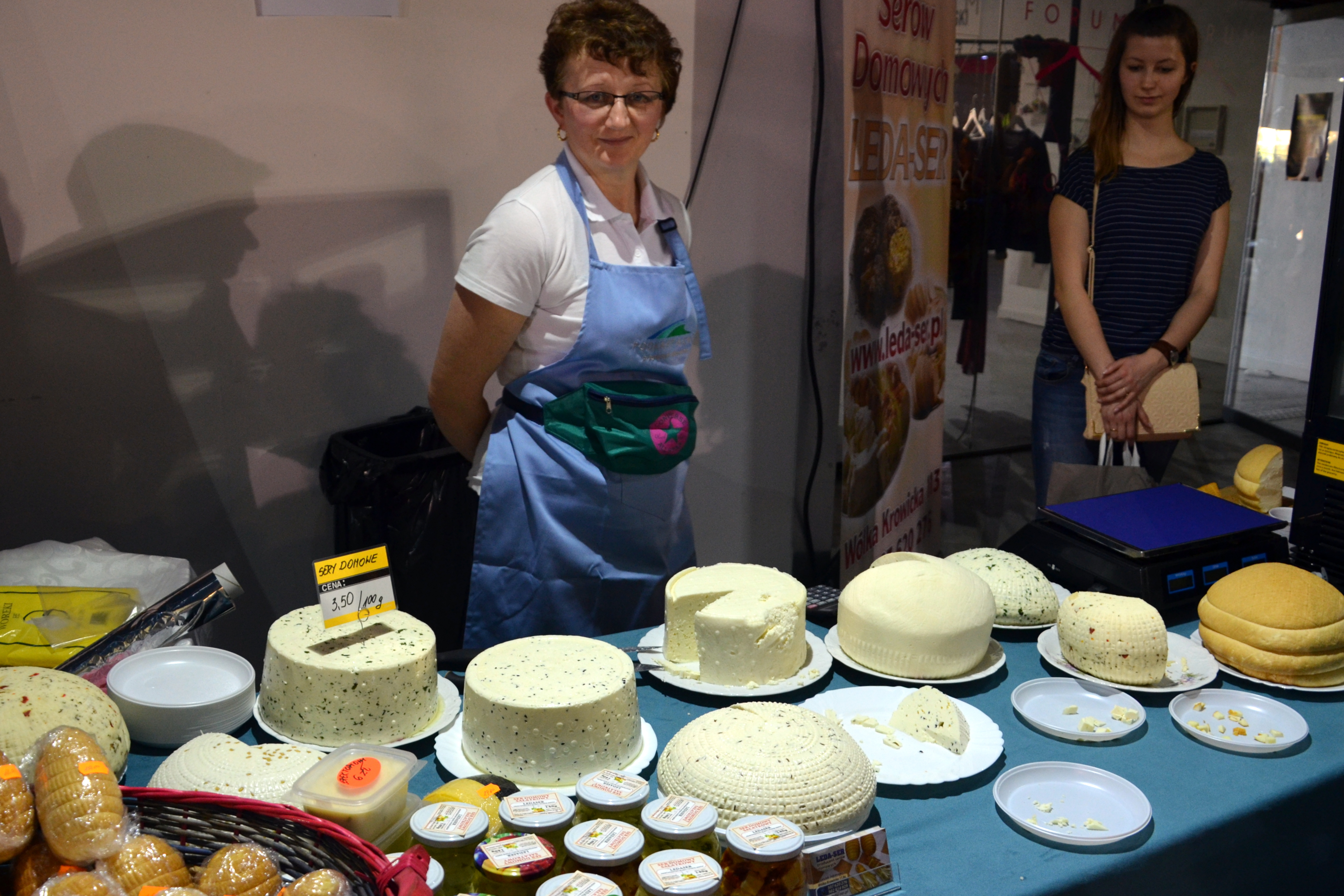
Verschiedene Käsespezialitäten

Diese Liste enthält Käsesorten aus Polen. In Polen wurden 2010 insgesamt 700.000 Tonnen Käse hergestellt.

## Liste
| Herkunftsbezeichnung                         | Region     | Milch von                 | Schutz | Typ                        | Abbildung |
| -------------------------------------------- | ---------- | ------------------------- | ------ | -------------------------- | --------- |
| Bryndza Podhalańska, deutscher Name: Brimsen |            | Schaf                     | g.U.   | Frischkäse                 |           |
| Golka                                        |            | Kuh                       |        | Hartkäse (Räucherkäse)     |           |
| Oscypek, Oscypki                             | Zakopane   | Schaf                     | g.U.   | Hartkäse (Räucherkäse)     |           |
| Redykołka                                    | Podhale    | Schaf mit bis zu 40 % Kuh | g.U.   | Halbhartkäse (Schnittkäse) |           |
| Tylżycki, deutscher Name: Tilsiter           |            | Kuh                       |        | Halbhartkäse (Schnittkäse) |           |
| Ser koryciński swojski                       | Podlachien | Kuh                       | g.g.A. | Weichkäse                  |           |
| Wielkopolski ser smażony                     | Großpolen  | Kuh                       | g.g.A. | Frischkäse (gebraten)      |           |